# مالک (فیلم ۱۹۷۲)
«مالک» (انگلیسی: Maalik (1972 film)) یک فیلم است که در سال ۱۹۷۲ منتشر شد.